# S.P.O.C.K
S.P.O.C.K, backronym av Star Pilot on Channel K, är ett svenskt syntpopband med starka influenser av science fiction-serien Star Trek. Bandet bildades 1988 av Finn Albertsson alias Cybernoid, och vokalisten Alexander Hofman alias Android. De två fick hjälp av vännen Eddie Bengtsson alias Captain Eddie B. Kirk, som skrev flera låtar innan han officiellt blev en del av bandet 1993.
Bandet ville först kalla sig Mr. Spock, efter karaktären Mr. Spock i Star Trek. De skickade ett brev till Paramount Pictures, som äger rättigheterna till Star Trek, och frågade dem om lov. Paramount svarade att det skulle bli dyrt,[källa behövs] så i stället tog bandet 1989 namnet Star Pilot on Channel K, förkortat S.P.O.C.K.
Bandet framträder oftast i scenkostymer liknande dem som Stjärnflottans officerare bär i Star Trek. De brukar också ha annan rekvisita såsom modeller av rymdskepp ur Star Trek-serien gjorda i papier maché.
Bandet spelade in en cover av Depeche Modes Ice Machine för Energy Rekords som släpptes på deras coversamling I Sometimes Wish I Was Famous. De vann också senare en viss kultstatus med sin singel Never Trust a Klingon.

## Eddie Bengtssons avhopp
S.P.O.C.K:s officiella utlåtande angående Captain Eddie B. Kirks avhopp var att han hade blivit befordrad till amiral och att hans tjänst därmed innebar marktjänst. Det tog lång tid innan anledningen till Eddies avhopp offentliggjordes. I en intervju till Zero Magazine kommenterade Bengtsson anledningen till att han slutade i bandet:
| ” | – Han (Captain Eddie B. Kirk) slutade. Jo, men jag kan väl vara ärlig och säga att det som hände var att det skar sig mellan Alexander (Android) och mig helt enkelt. På den sista turnén var det så pass att om vi såg varandra gåendes mot varandra så vek vi av och gick åt andra hållet. Så långt gick det, så det blev bara konstigt. Och jag hatade hela den turnén, det var en hellride… Men det är ju så band gör, att de är ute på vägarna och sover i bussen och så, men det var definitivt inte min grej! Och när jag kom hem så sa’ jag att nu skiter jag i det här, jag orkar inte med det längre, och så slutade jag. | „ |

## Bandmedlemmar

### Nuvarande medlemmar
- Alexander Hofman alias Android (sedan 1988)
- Johan Malmgren alias Yo-Haan' (sedan 1998)
- Valdi Solemo alias Val Solo' (sedan 2010)

### Tidigare bandmedlemmar
- Finn Albertsson alias Cybernoid (1988–1994)
- Eddie Bengtsson alias Captain Eddie B. Kirk (1993–1997)
- Johan Billing alias Plasteroid (tidigare alias Asteroid, Polariod och Hemoroid; 1994–1998)
- Christer Hermodsson alias Crull-E (1997-2010)

## Galleri

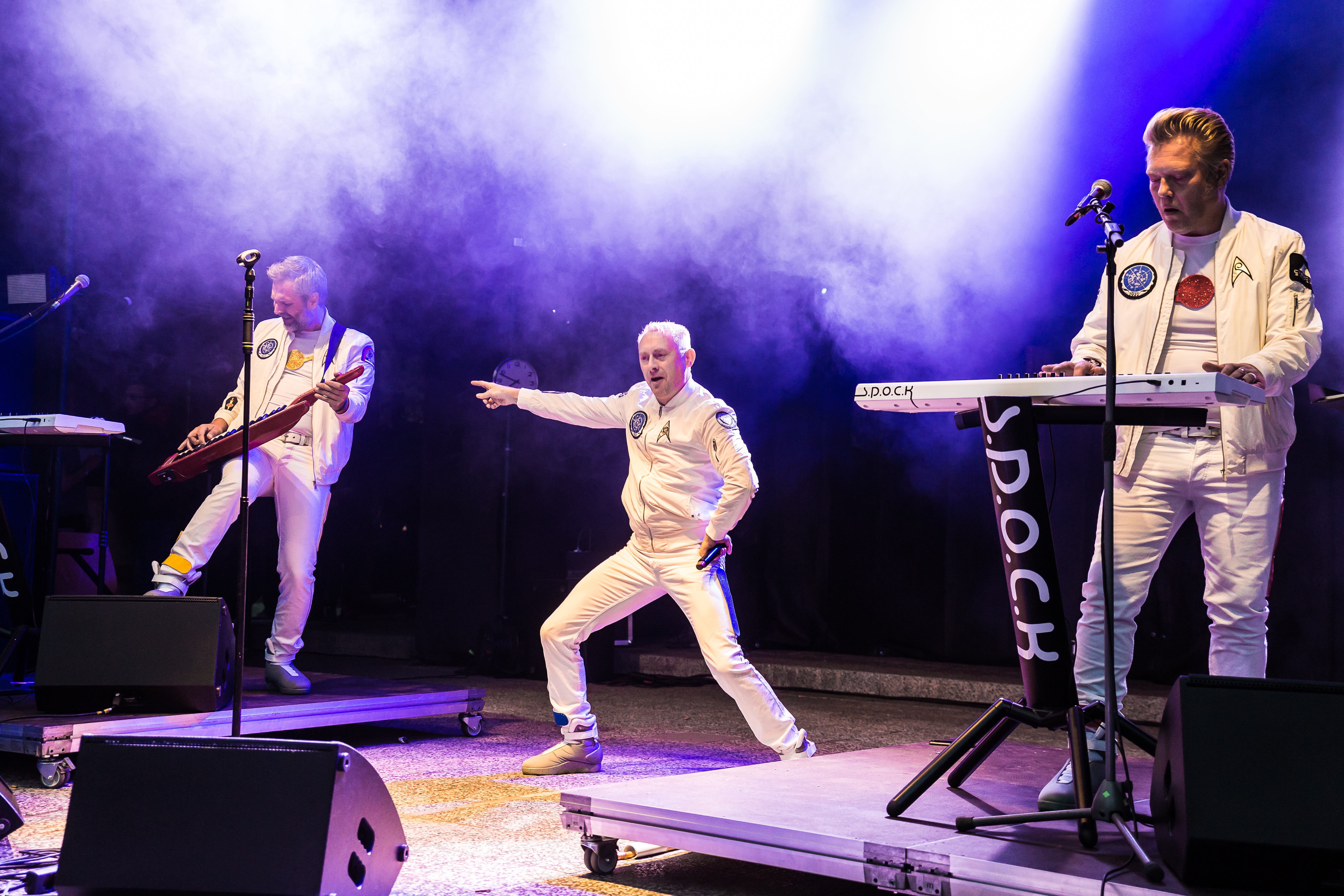
S.P.O.C.K  2018.
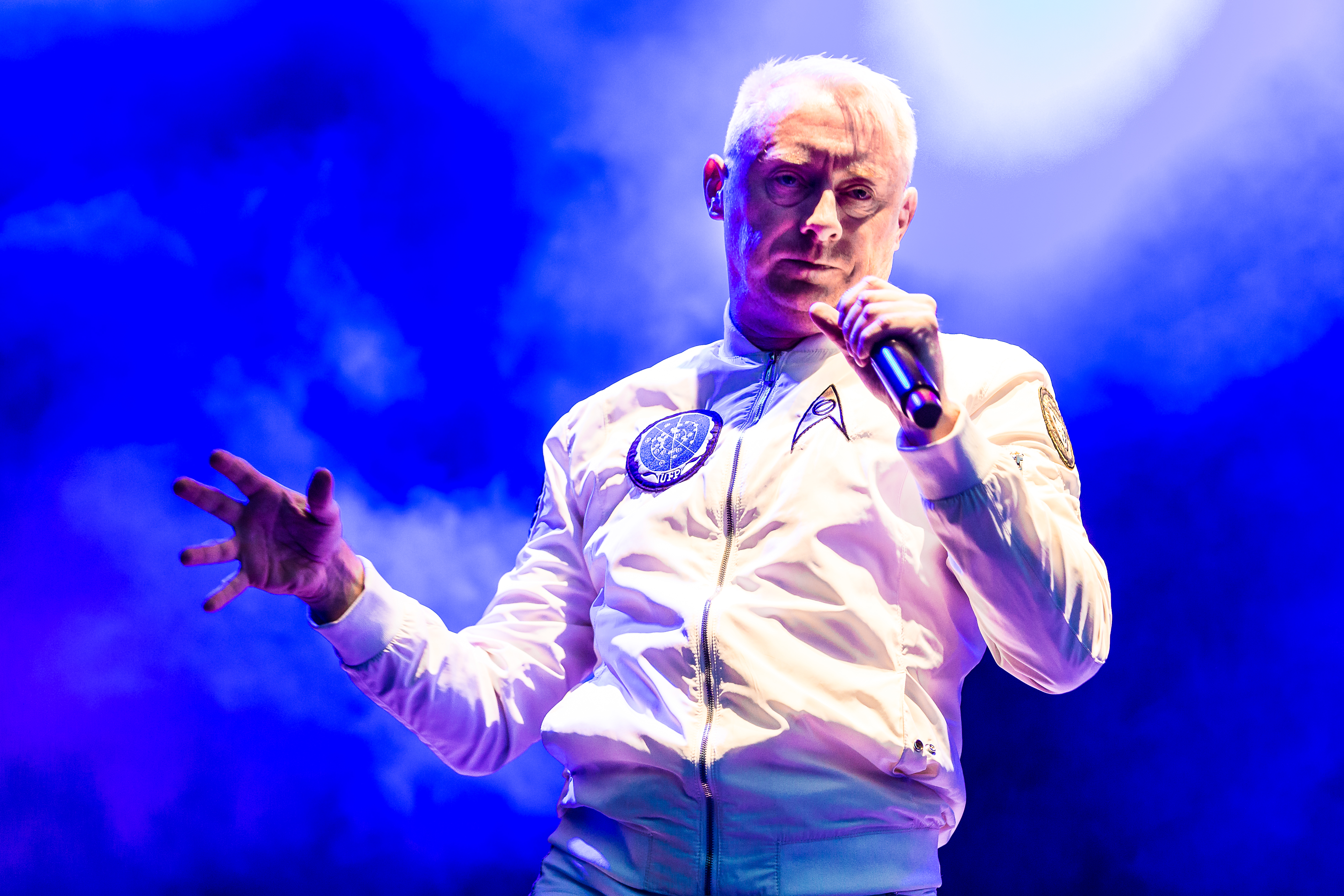
Alexander Hofman Nocturnal Culture Night 2018.
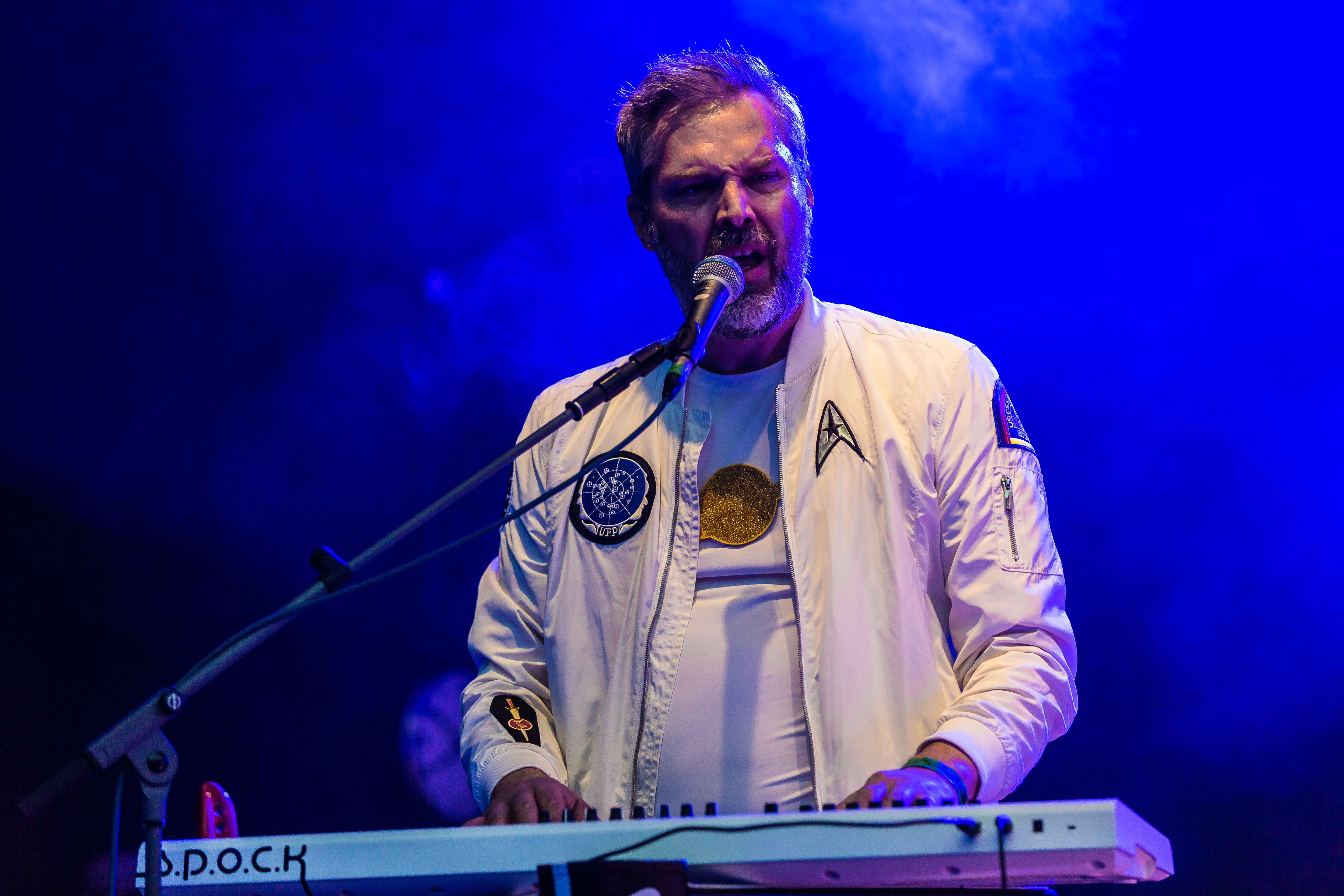
Valdi Solemo Nocturnal Culture Night 2018.
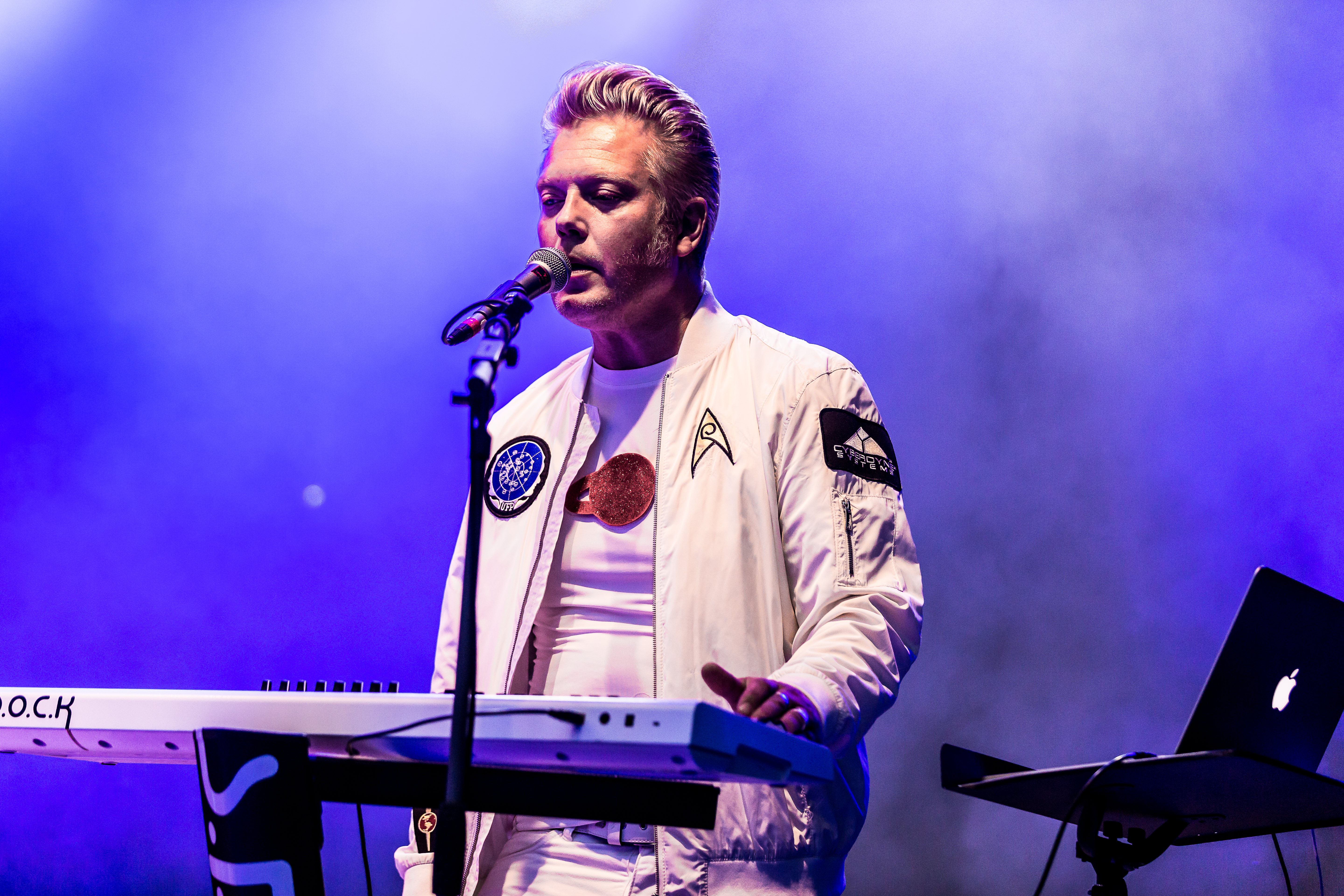
Johan Malmgren Nocturnal Culture Night 2018.
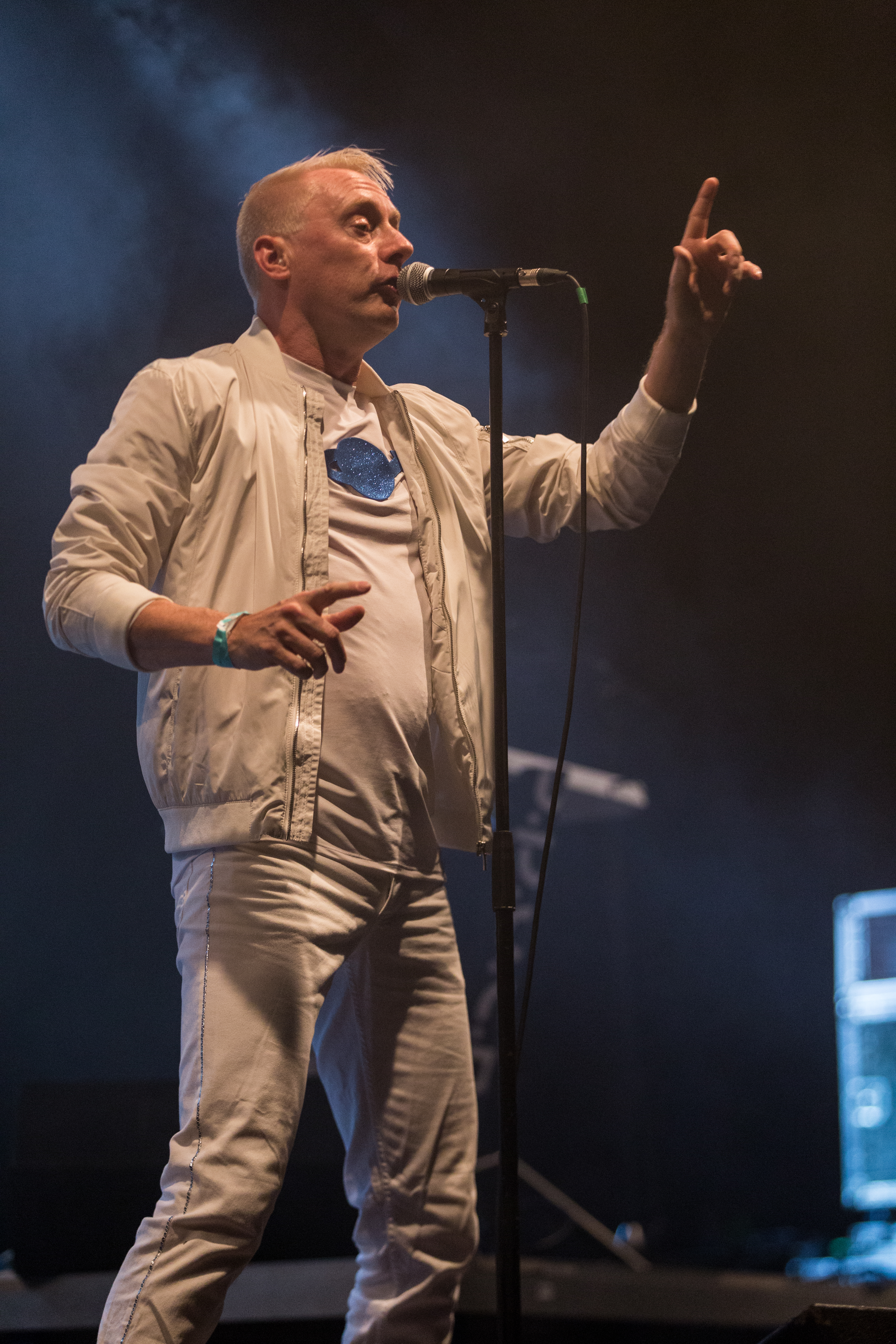
Alexander Hofman.
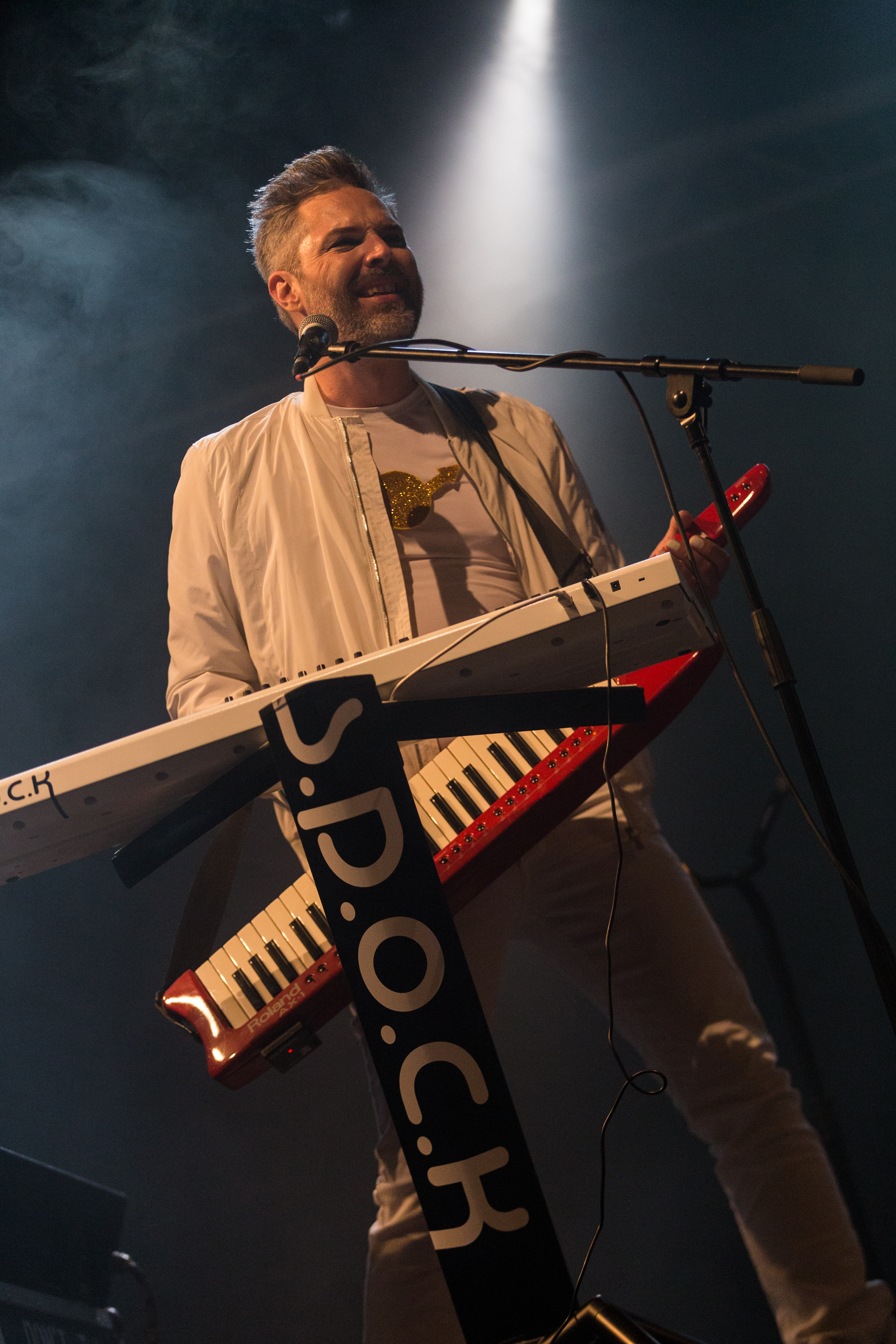
Valdi Solemo.
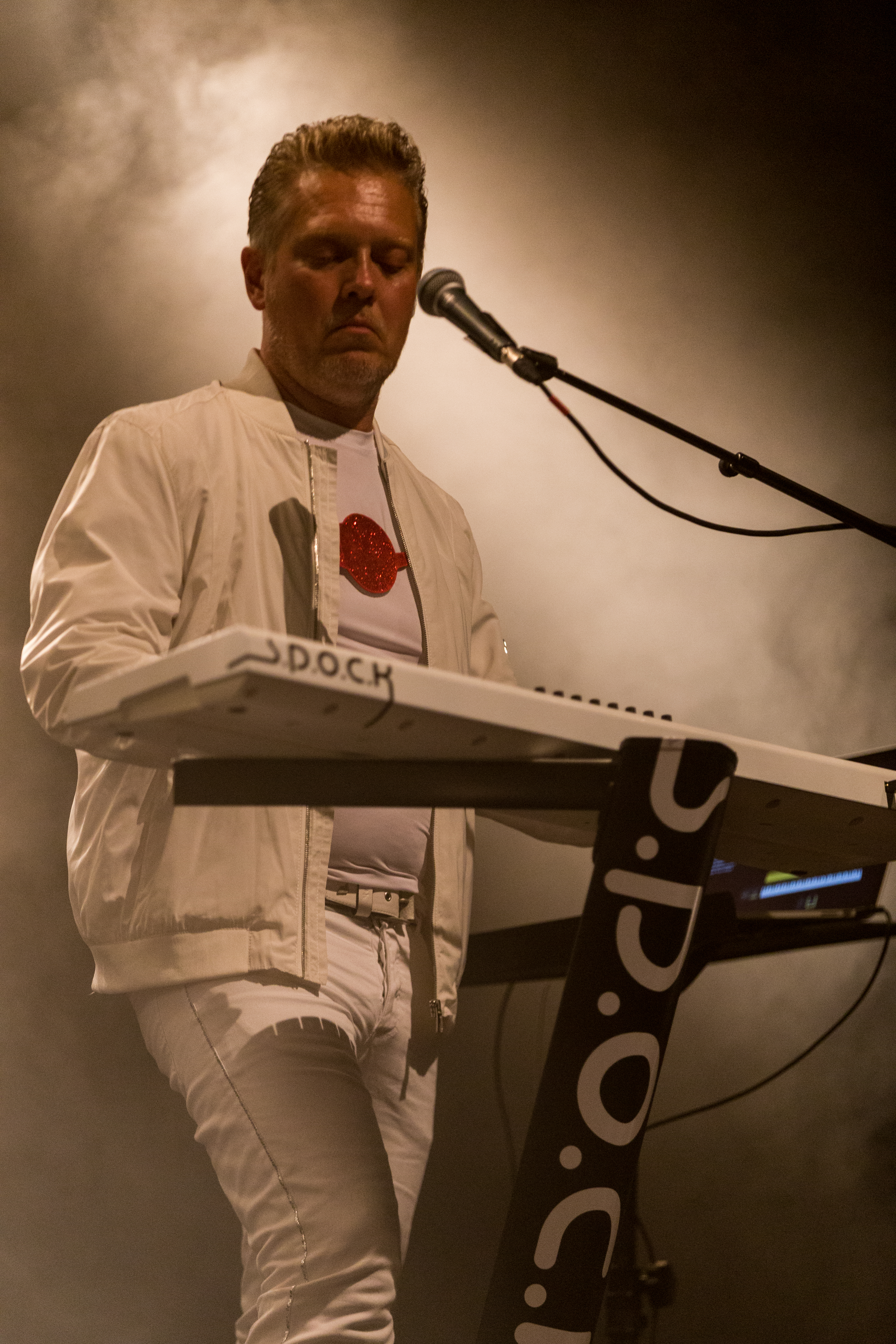
Johan Malmgren.

## Diskografi

### Album
| Datum             | Album                       | Kuriosa                                 |
| ----------------- | --------------------------- | --------------------------------------- |
| 10 maj 1993       | Five Year Mission           |                                         |
| 28 februari 1995  | Alien Worlds                | Skivan finns i tre olika färger         |
| 10 november 1995  | A Piece of the Action       | Dubbel samlings-CD                      |
| 27 februari 1997  | Assignment: Earth           |                                         |
| Maj 1997          | Assignment: Earth           | Bildvinyl, begränsad till 200 exemplar. |
| 29 september 1997 | Earth Orbit: Live           |                                         |
| 21 april 1998     | Assignment: Earth           | Nordamerikansk version                  |
| 1 mars 1999       | S.P.O.C.K: 1999             |                                         |
| 5 februari 2001   | 2001: A S.P.O.C.K Odyssey   |                                         |
| 6 maj 2012        | Another Piece of the Action | Samlings-CD                             |

### Singlar och Maxi-singlar
| Datum            | Singel                         | Medium    | Kuriosa                     |
| ---------------- | ------------------------------ | --------- | --------------------------- |
| 1990             | Silicon Dream                  | 7″        | Finns enbart i 510 exemplar |
| 1992             | Never Trust a Klingon          | Maxi-CD   |                             |
| 1993             | Strange Dimensions             | Maxi-CD   |                             |
| 1994             | Never Trust a Klingon [2294AD] | Maxi-CD   |                             |
| 1994             | Never Trust a Klingon [2294AD] | CD3       | Promotionexemplar           |
| December 1994    | Astro Girl                     | CD-singel |                             |
| December 1994    | Astro Girl                     | Maxi-CD   | Begränsad, utökad version   |
| April 1995       | All E.T:s aren't nice          | Maxi-CD   |                             |
| 27 januari 1997  | Alien Attack                   | Maxi-CD   |                             |
| 7 april 1997     | E.T. Phone Home                | Maxi-CD   |                             |
| Augusti 1997     | Official Fan Club              | Maxi-CD   |                             |
| 27 april 1998    | Speed of Light                 | Maxi-CD   |                             |
| 26 oktober 1998  | Dr. McCoy                      | Maxi-CD   |                             |
| 3 juli 2000      | Klingon 2000                   | Maxi-CD   |                             |
| 20 november 2000 | Where Rockets Fly              | Maxi-CD   |                             |
| 12 mars 2001     | Queen of Space                 | CD-singel |                             |
| 12 mars 2001     | Queen of Space                 | Maxi-CD   |                             |
| 2 april 2001     | Satellites                     | Maxi-CD   |                             |

### Övrigt
| Datum | Skiva                                                             | Medium   | Kuriosa |
| ----- | ----------------------------------------------------------------- | -------- | --- |
| 1991  | I Sometimes Wish I Was Famous - A Swedish Tribute to Depeche Mode | Vinyl CD | S.P.O.C.K bidrar med låten Ice Machine |
| 1998  | The Subspace Encounter                                            | Maxi-CD  | Promotionskiva som delades ut till publiken vid spelningen The Subspace Encounter på Mejeriet i Lund den 5 september 1998. Förutom S.P.O.C.K spelade Covenant, Cat Rapes Dog och Sista mannen på jorden. S.P.O.C.K bidrar med låten Spacewalk |
| 2000  | The Best Of Loves - A Tribute To Depeche Mode                     | CD       | S.P.O.C.K bidrar med låten Ice Machine |

## Trivia
- Låten E-lectric som finns med på debutalbumet var ursprungligen skriven för ett av Alexander Hofmans tidigare musikprojekt, Mr Data.
- Johan Malmgren som ersatte Johan Billing 1998 har också ett förflutet i bandet Elegant Machinery och coverbandet Aaron Sutcliffe.
- Alexander Hofman medverkade i november 2012 som gästartist i tidigare medlemmen Johan Billings band Diskodiktator när dessa uppträdde på releasefesten för Bengt Rahms bok Den svenska synthen på nattklubben Deep i Malmö. Låtarna som framfördes var soulversioner av S.P.O.C.K:s tidiga material.